# Ferenc Novák
Ferenc Novák, född den 13 juli 1969 i Budapest, Ungern, är en ungersk kanotist.
Han tog OS-guld på C-2 500 meter i samband med de olympiska kanottävlingarna 2000 i Sydney.